# Мадонна Пьетра
«Мадонна Пьетра» — пастель английского художника-прерафаэлита Данте Габриэля Россетти, созданная в 1874 году. На данный момент находится в собрании Художественного музея Кориямы.

## Информация о картине

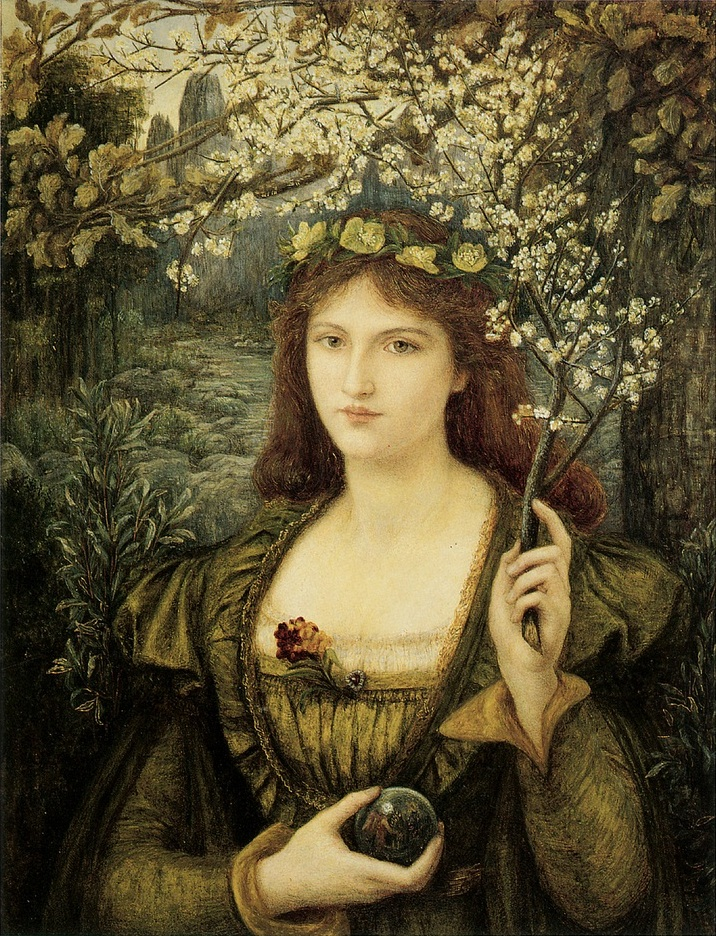
Madonna Pietra degli Scrovigni, Мария Спартали Стиллман, 1884 год

Россетти задумал написать картину «Мадонна Пьетра» маслом в начале 1874 года, о ней он написал в письме своему брату Уильяму Майклу, когда закончил пастельный эскиз. На нём изображена обнажённая Пьетра Скровеньи (дочь падуйского ростовщика Ринальдо Скровеньи, которую Россетти ошибочно считал героиней стихотворения Данте Алигьери Al poco giorno e al gran cerchio d’ombra), которое он перевел на английский.
Она держит в правой руке хрустальный шар, её левая рука поднята к плечу, длинные каштановые волосы ниспадают на левое плечо. Натурщицей стала Алекса Уайлдинг. По словам художника, на поверхности шара должен был отражаться скалистый пейзаж, символизирующий каменное сердце героини. Помимо этой пастели сохранились эскизы героини в одежде и в три четверти роста; в блокноте Россетти сохранился рисунок фигуры Пьетры, сидящей на камне. Россетти предполагал, что на финальной версии картины Пьетра будет одета и должна находиться на фоне природы, скорее всего, реки и скал. Когда художник предложил идею картины своему благодетелю и постоянному покупателю Фредерику Лейланду, тот напомнил ему о невыполненных им заказах и предпочёл, чтобы тот работал над ними. Позже Россетти мечтал вернуться к созданию полноценной картины, но воплотить этот замысел удалось уже Марии Спартали Стиллман в 1884 году.
Пастель изначально принадлежала Чарльзу Хауэллу, агенту Данте Габриэля Россетти. Он позже (предположительно в 1876 году) продал её Чарльзу Фраю.